# آرتا آبران
آرتا آبران هي بلدة في مقاطعة كاسان في ولاية قشقداريا في أوزبكستان.